# 1,3,5-三碘苯
1,3,5-三碘苯是一种有机化合物，化学式为C6H3I3，它是三碘苯的同分异构体之一。它可由1,3,5-三(三甲基硅基)苯和一氯化碘反应制得，或通过2,4,6-三碘苯胺经重氮化脱氨基得到。它和2-氨基苯硼酸偶联，可以得到1,3,5-(2-氨基苯基)苯。